# Stade de la Mosson
Stade de la Mosson este un stadion de fotbal din Montpellier, Franța. Este stadionul unde își joacă meciurile de pe teren propriu echipa Montpellier HSC și are o capacitate de 32.900 de locuri. Având anterior 16.000 de locuri, a fost reconstruit în întregime în 1998 pentru a găzdui 6 meciuri ale Cupei Mondiale FIFA din 1998. De asemenea, a fost folosit ca loc pentru meciurile din faza grupelor de la Cupa Mondială de Rugby din 2007 și la Campionatul Mondial de Fotbal Feminin 2019